# Regeringen Erlander I
Regeringen Erlander I tillträdde som Sveriges regering den 11 oktober 1946, efter dåvarande statsministern Per Albin Hanssons plötsliga bortgång fem dagar tidigare.
Regeringen satt fram till den 1 oktober 1951 när den efterträddes av en koalitionsregering mellan socialdemokraterna och Bondeförbundet, regeringen Erlander II.

## Politiska reformer
En grundbult i den socialdemokratiska politiken efter andra världskriget var olika sociala reformer. Arkitekten bakom de offentliga system som byggdes upp då var socialminister Gustav Möller. Under denna regering beslutades om:
- I december 1946 beslutade Sveriges riksdag om en allmän sjukförsäkring för alla. Det innebar fri sjukvård, statsbidrag till läkemedel och sjukpenning för yrkesarbetande. Reformen skulle ha trätt i kraft den 1 juli 1950 men blev uppskjuten två gånger och blev verklighet först den 1 januari 1955.
- I början av 1947 beslöt en enig riksdag om barnbidrag för alla barn under 16 år
- Bostadspolitiska reformer för att sänka hyrorna och understödja bostadsbyggande
- 1948 års riksdag beslutade också att införa Arbetarskyddsstyrelsen och ett i princip totalt förbud mot nattarbete

Under kriget hade man befarat att krigsslutet skulle följas av en ekonomisk depression precis som vid första världskriget. Gunnar Myrdal varnade för detta i boken Varning för fredsoptimism 1944. Men under 1945 stod det klart att konjunkturen i stället gick uppåt. Under 1946 och 1947 ledde detta till inflation och till underskott i bytesbalansen. Valutareserven gick förlorad när importöverskottet blev två miljarder kronor.
År 1947 infördes därför regleringar för att kunna minska importen. Import och betalningar till utlandet försvårades på olika sätt. Ransoneringen återinfördes på kaffe, te och kakao. I april 1948 infördes ransonering av bensin. De ekonomiska svårigheterna användes naturligtvis av oppositionen, särskilt Folkpartiet som med sin nye partiledare Bertil Ohlin skärpt attityden. Folkpartiet och Högerpartiet talade om "Krångel-Sverige" och att socialdemokraterna i princip var regleringsförespråkare som ville snärja medborgarna. Dessa regleringar ansågs vara ett sätt att förtäckt socialisera näringslivet.
Den skatteutredning som tillsattes i oktober 1945 med Ernst Wigforss som ordförande lade fram sitt förslag i slutet av 1946. Förslaget orsakade stor debatt när den presenterades. Den föreslog sänkt inkomstskatt för de lägsta inkomsterna men skärpt skatt för de högsta inkomsterna, bolagsskatten höjdes från 32 till 40 procent, förmögenhetsskatt för förmögenheter över 20 000 kronor och särskild skatt för odelade dödsbon. Debatten blev hård, särskilt då remissinstanserna i huvudsak var negativa. I sitt remissyttrande hävdade Svea hovrätt att beskattningen av dödsbon stod i strid med grundlagens paragraf att ingen får fråntas sin egendom utan laga dom. När riksdagen sade ja till skattepropositionen reserverade sig alla riksdagsledamöter från Högerpartiet mot beslutet.
Oppositionens kritik mot regeringens politik får sägas ha fått sin kulmen genom andrakammarvalet 1948, där tonen mellan socialdemokraterna och oppositionen blev osedvanligt hätsk. En fråga som togs upp under valkampanjen var partiernas finansiering. Socialdemokratiska Morgon-Tidningen hävdade att Folkpartiet finansierades av "storfinansen" med något som kallades "bolidenguld", sammanlagt nästan fyra miljoner kronor. Uppgifterna hade kommit från en socialdemokratisk riksdagsman och visade sig vara falska. Valet blev också en framgång för Folkpartiet som ökade sitt röstetal med över 7 procent. Valets största förlorare blev dock Högerpartiet och Sveriges kommunistiska parti.
Penningpolitiken hade inriktats på att hålla räntorna låga. Riksbankschefen Ivar Rooth avgick i december 1948 när riksbanksfullmäktige vägrade följa hans förslag att höja räntan för att parera inflationen. I september 1949 devalverades kronan dagen efter att brittiska pundet devalverats.
Efter valet började regeringen samarbeta med Bondeförbundet för att kunna driva igenom sin politik. Med Bondeförbundet förhandlade regeringen om en koalitionsregering men detta ledde då ingenstans. Under sommaren 1951 återupptogs dessa samtal, och den 28 september 1951 blev det klart att fyra personer från Bondeförbundet skulle ingå i regeringen.

## Statsråd
| Statsminister                           |  | Tage Erlander         | 11 oktober 1946   | 1 oktober 1951    | Socialdemokraterna |
| Utrikesminister                         |  | Östen Undén           | 11 oktober 1946   | 1 oktober 1951    | Socialdemokraterna |
| Justitieminister                        |  | Herman Zetterberg     | 11 oktober 1946   | 1 oktober 1951    | Socialdemokraterna |
| Försvarsminister                        |  | Allan Vougt           | 11 oktober 1946   | 1 oktober 1951    | Socialdemokraterna |
| Socialminister                          |  | Gustav Möller         | 11 oktober 1946   | 1 oktober 1951    | Socialdemokraterna |
| Kommunikationsminister                  |  | Torsten Nilsson       | 11 oktober 1946   | 1 oktober 1951    | Socialdemokraterna |
| Finansminister                          |  | Ernst Wigforss        | 11 oktober 1946   | 30 juni 1949      | Socialdemokraterna |
| Finansminister                          |  | David Hall            | 1 juli 1949       | 17 oktober 1949   | Socialdemokraterna |
| Finansminister                          |  | Per Edvin Sköld       | 21 oktober 1949   | 1 oktober 1951    | Socialdemokraterna |
| Ecklesiastikminister                    |  | Josef Weijne          | 11 oktober 1946   | 8 mars 1951       | Socialdemokraterna |
| Ecklesiastikminister                    |  | Hildur Nygren         | 17 mars 1951      | 1 oktober 1951    | Socialdemokraterna |
| Jordbruksminister                       |  | Per Edvin Sköld       | 11 oktober 1946   | 29 oktober 1948   | Socialdemokraterna |
| Jordbruksminister                       |  | Gunnar Sträng         | 29 oktober 1948   | 1 oktober 1951    | Socialdemokraterna |
| Handelsminister                         |  | Gunnar Myrdal         | 11 oktober 1946   | 11 april 1947     | Socialdemokraterna |
| Handelsminister                         |  | Axel Gjöres           | 11 april 1947     | 24 september 1948 | Socialdemokraterna |
| Handelsminister                         |  | John Ericsson i Kinna | 24 september 1948 | 1 oktober 1951    | Socialdemokraterna |
| Folkhushållningsminister                |  | Axel Gjöres           | 11 oktober 1946   | 11 april 1947     | Socialdemokraterna |
| Folkhushållningsminister                |  | Gunnar Sträng         | 11 april 1947     | 29 oktober 1948   | Socialdemokraterna |
| Folkhushållningsminister                |  | Karin Kock-Lindberg   | 29 oktober 1948   | 31 december 1949  | Socialdemokraterna |
| Folkhushållningsminister                |  | John Ericsson i Kinna | 1 januari 1950    | 30 juni 1950      | Socialdemokraterna |
| Inrikesminister                         |  | Eije Mossberg         | 1 juli 1947       | 1 oktober 1951    | Socialdemokraterna |
| Civilminister                           |  | John Lingman          | 1 juli 1950       | 1 oktober 1951    | Socialdemokraterna |
| Konsultativa statsråd                   |  |                       |                   |                   |                    |
| Juristkonsult                           |  | Gunnar Danielson      | 11 oktober 1946   | 1 oktober 1951    | Partilös           |
| Juristkonsult och kyrkominister         |  | Nils Quensel          | 11 oktober 1946   | 1 oktober 1951    | Partilös           |
| Bränsleminister                         |  | John Ericsson i Kinna | 11 oktober 1946   | 28 oktober 1948   | Socialdemokraterna |
| Civilförsvars- och bitr. socialminister |  | Eije Mossberg         | 11 oktober 1946   | 1 juli 1947       | Socialdemokraterna |
| Bitr. jordbruksminister                 |  | Gunnar Sträng         | 11 oktober 1946   | 11 april 1947     | Socialdemokraterna |
| Ekonomiska frågor                       |  | Karin Kock-Lindberg   | 11 april 1947     | 28 oktober 1948   | Socialdemokraterna |
| Ekonomiska frågor                       |  | Sven Andersson        | 28 oktober 1948   | 1 oktober 1951    | Socialdemokraterna |
| Ekonomisk samordningsminister           |  | Per Edvin Sköld       | 28 oktober 1948   | 21 oktober 1949   | Socialdemokraterna |
| Löneminister                            |  | John Lingman          | 4 januari 1950    | 1 juli 1950       | Socialdemokraterna |
| Utrikeshandelsminister                  |  | Dag Hammarskjöld      | 6 februari 1951   | 1 oktober 1951    | Partilös           |